# Emma P. Carr

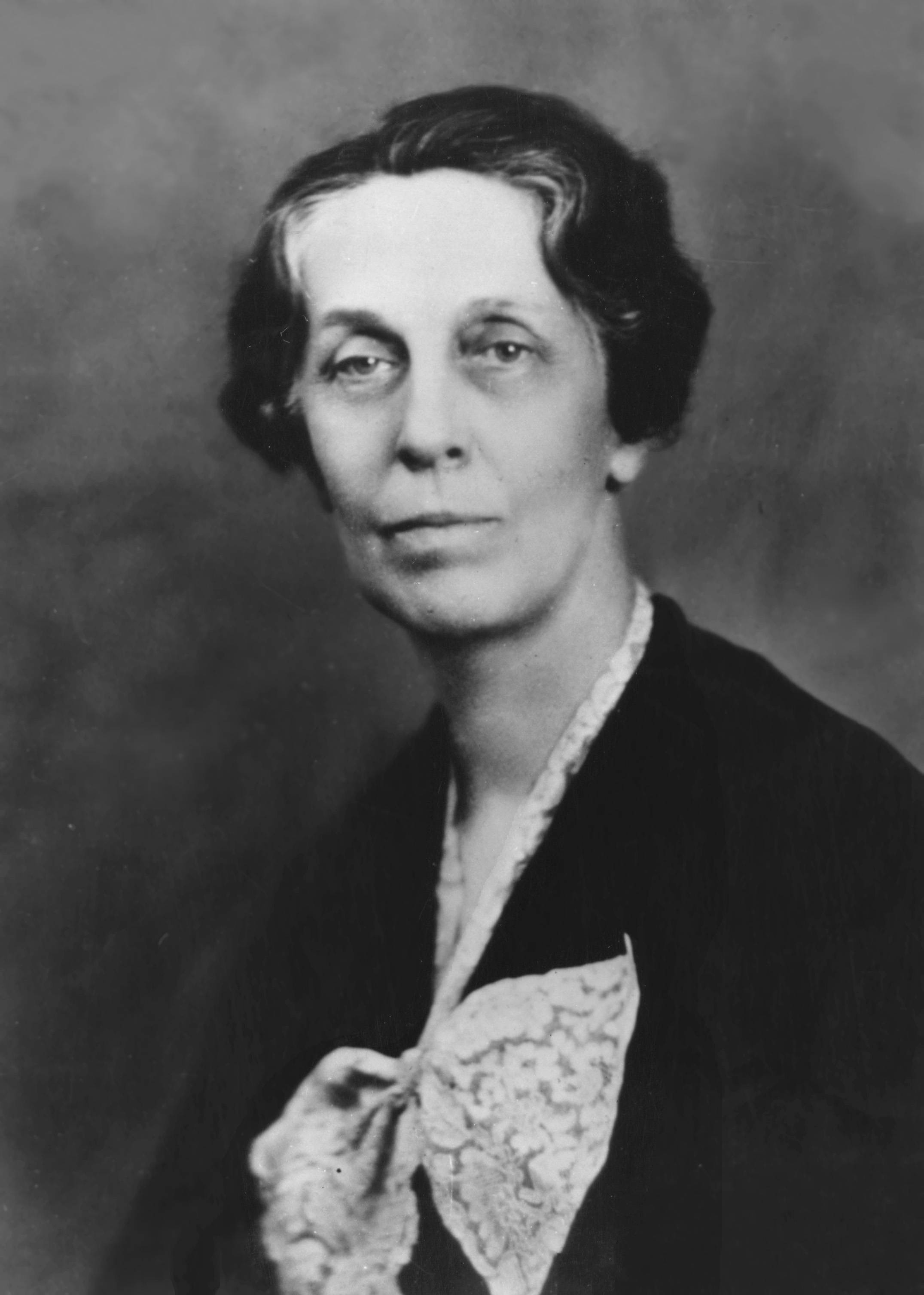
Emma Perry Carr

Emma Perry Carr (* 23. Juli 1880 in Holmesville, Ohio; † 7. Januar 1972 in Evanston, Illinois) war eine US-amerikanische Chemikerin und Spektroskopikerin.

## Leben
Emma Perry Carr war das dritte der fünf Kinder von Edmund und Anna Mary Carr. Nach ihrer Geburt zog die Familie nach Coshocton in Ohio, wo ihr Vater als Kinder- und Allgemeinarzt tätig war. 1898 begann sie ein Chemiestudium an der Ohio State University, wechselte aber später an das Mount Holyoke College und machte schließlich ihren Bachelorabschluss 1904 an der University of Chicago. Danach kehrte sie ans Mount Holyoke College zurück und unterrichtete hier bis 1907 Chemie. 1910 promovierte sie unter Julius Stieglitz, mit dem sie später eine lebenslange Freundschaft verband, an der University of Chicago. Carr kehrte dann wieder ans Frauencollege zurück, wo sie ab 1913 bis zu ihrer Pensionierung 1946 Professorin und Leiterin des Chemiefachbereichs war. Während dieser Zeit verbrachte sie einige Zeit zu Forschungszwecken im Ausland, so war sie 1919 an der Queen’s University Belfast, 1929 an der Universität Zürich und 1944 an der Universidad Nacional Autónoma de México.
In ihren Forschungen untersuchte sie die molekularen Eigenschaften wie Bindungslängen und -stärken sowie die atomaren Bestandteile von ungesättigten Kohlenwasserstoffen mittels der Ultraviolettspektroskopie. Sie zählt zu den ersten Wissenschaftlern, welche die Spektroskopie in der Organischen Chemie einsetzten (siehe auch Molekülspektroskopie), und trug mit zum Verständnis der Doppelbindung bei. Für ihre Leistungen wurde sie 1937 mit der Garvan-Olin-Medaille geehrt. Sie war sowohl deren erste Preisträgerin als auch die erste von der American Chemical Society ausgezeichnete Wissenschaftlerin. 1955 wurde das Chemielaboratorium am Mount Holyoke College zu ihren Ehren in Carr Laboratory umbenannt.

## Auszeichnungen
- 1937: Garvan-Olin-Medaille (American Chemical Society)
- 1957: James Flack Norris Award (Northeastern Section of the American Chemical Society)[5]